# 郭昭慶
郭昭慶，五代十国南唐官员，庐江人。
父亲郭鵬，保大初年進士，官至大理司直。有人故南平王鍾傳夫人與僧人通姦，大理卿蕭儼按法律定为流刑，郭鵬以法自貴始，曲法誅杀。宋齊丘获罪，郭鵬以同黨免官而死。郭昭慶博學善写著作，撰写唐春秋三十卷。唐元宗時，獻上所著治書五十篇，就進士舉，郭昭慶上書认为科举是補綴雕蟲，自己恥而不爲，皇帝召對，授为揚子县尉，推辭不受，县令拜謁，郭昭慶也不見。县令讨厌他，閲編户时，将他籍爲新擬軍。後主李煜嗣立，郭昭慶到金陵，獻上經國治民論，指出池州采石要害之處，擢升为著作郎。奉使宋朝，每年慶賀、进貢方物，牋表与廷勞宴餞之辭，都命郭昭慶来写。郭昭慶與徐鍇兄弟不和，客將李師義與郭昭慶爲鄰，李師義是徐鍇的姻亲，徐鍇暗中让李師義召郭昭慶飲酒，下毒害他。第二天早晨，郭昭慶暴卒。郭昭慶的著作多为天文、孫吴之術，及經國論等，唐春秋被徐鉉、徐鍇所藏匿，不得見。